# ネイチャーゲームリーダー
ネイチャーゲームリーダーとは、公益社団法人日本シェアリングネイチャー協会が発行・認定するネイチャーゲームの指導員資格。又は、資格を保持する指導員を指す。主に地域でのネイチャーゲームプログラムの実践を担い、現在全国で約1万人が活動している。

## ネイチャーゲームリーダーの役割
家族や友人、地域の人たちなど、身近な子どもや大人とネイチャーゲームを通して、自然と人とのふれあいを深める場づくりを積極的に行うことを役割としている。

## 活躍の場
- 子ども対象の環境教育プログラム
- 一般向けの自然体験プログラム
- 社員研修での環境教育プログラム
- 教員研修プログラム
- 子育て支援・福祉
- 保育園・幼稚園
- 児童館・放課後児童クラブ
- 小・中・高等学校教育
- 大学の授業

## ネイチャーゲームリーダー養成講座
ネイチャーゲーム初級指導員養成講座としてスタートした、ネイチャーゲームリーダーを養成するための研修会。
現在、全国各地にて年間約60会場で実施され、年間1,000人前後の新しいネイチャーゲームリーダーが誕生している。
第1回は、1999年7月27日に東京都八王子市にて開催された。講座では、参加者が全国共通のカリキュラムを受講し、最終日に筆記試験を実施、合格者はネイチャーゲーム初級指導員（現・リーダー）として登録できるシステムである。
2日間の講習のケースが多いが、3日間の講習の場合もあり、後者については、会場によっては、ネイチャーゲームリーダーに加えて、全国体験活動指導者認定委員会の自然体験活動部会が認定する｢自然体験活動指導者リーダー（NEALリーダー）｣も併せて取得可能な場合もある。

## 上位資格
- ネイチャーゲームインストラクター
- ネイチャーゲームコーディネーター
- ネイチャーゲームトレーナー

## その他の関連資格
- 児童厚生二級指導員（児童健全育成推進財団による公認資格） - 取得に必要な実技科目のひとつである｢ゲーム・運動遊び｣について、ネイチャーゲームリーダー保有者は免除とされる[2]。